# Dark music
Dark music is een compositie van William Bolcom. Het is een werk geschreven voor de ongewone combinatie van vijf pauken en cello, waarbij de nadruk ligt op die eerste. Het past binnen de klassieke muziek van de 20e eeuw. De beweeglijkeheid van de cello staat tegenover de starheid van de pauken, toch is er geen melodielijn te ontdekken in de cellostem. De twee muziekstemmen reageren wel op elkaar maar lijken los van elkaar te opereren.
De eerste uitvoering vond plaats in het Smithsonian Institution in Washington D.C. op 31 mei 1970.